# Sabá H. Sueyro
Sabá Héctor Sueyro (La Paz, Entre Ríos, 10 de agosto de 1889-Buenos Aires, 17 de julio de 1943) fue un militar argentino, vicepresidente de la Nación durante el gobierno de facto de Pedro Pablo Ramírez, integrante de la Revolución del 43 que derrocó al presidente Ramón S. Castillo. Sueyro fallecería al mes y medio de asumir el cargo.

## Biografía
Nació el 10 de agosto de 1889 en La Paz, provincia de Entre Ríos. En 1920, se casó en Buenos Aires con Nelly Fitz Simon.
El 19 de agosto de 1941, Sabá Sueyro fue designado junto al general Eduardo T. Lápez para encabezar una misión diplomática conocida como misión Lápez-Sueyro, con el objetivo de obtener ayuda militar norteamericana. La misión llegó a Washington en diciembre, pocos días después del ataque de la aviación japonesa a Pearl Harbor, hecho que cambió profundamente las relaciones entre Argentina y los Estados Unidos; la misma terminó con un fuerte desacuerdo, que marcaría el inicio de la tensión entre ambos países durante los siguientes años.
A principios de la década de 1940, Sabá H. Sueyro integraba un grupo de conspiradores conducidos por el general Arturo Rawson, conocido como «los generales del Jousten» debido al restaurante-hotel ubicado en calle Corrientes y 25 de Mayo, lugar donde se reunían. El grupo estaba integrado también por militares que ocuparían altos cargos en el gobierno surgido del golpe: el general Diego I. Mason (Ministerio de Agricultura) y el contraalmirante Benito Sueyro (Ministerio de Marina), su hermano. También formaba parte del grupo, como operador civil, el dirigente Ernesto Sammartino (UCR), quien fue convocado por Rawson luego del golpe para organizar el gabinete pero que cuando llegó a la Casa Rosada, en el desorden de la revolución, nadie le avisó a Rawson de su presencia en la sala de espera, por lo que luego de esperar un tiempo prudencial se retiró a su residencia.
Luego del golpe, fue designado vicepresidente de la Nación, pero falleció poco después, el 17 de julio de 1943. Fue reemplazado en el cargo por el general Edelmiro Julián Farrell.